# Hannah Fury
Hannah Fury es una cantante, compositora y productora estadounidense. Ha producido independientemente a través de MellowTraumatic Recordings su música inspirada por Wicked: Memorias de una bruja mala escrita por Gregory Maguire.

## Discografía
- 1998: Soul Poison (álbum)
- 2000: The Thing That Feels (álbum)
- 2001: Meathook (sencillo)
- 2003: I Can't Let You In (sencillo)
- 2006: Subterfuge (EP)
- 2007: Through the Gash (álbum)
- 2015: Not Sad (sencillo)